# Metafont
Metafont és un llenguatge utilitzat per definir caràcters tipogràfics vectorials. S'anomena de la mateixa manera que l'intèrpret associat que executa el codi metafont i genera fonts de mapa de bits. Tot i els seus resultats d'alta qualitat, s'acostuma a emprar com a programari d'ajuda per a TEX i LATEX. Essent considerat d'ús complicat per a ser emprat com a primera opció.

## Característiques
- Empra una llicència personalitzada per Donald Knuth que es pot considerar programari lliure, amb restriccions. S'ha de demanar permís per variar el codi font.[3]
- Permet generar una família de caràcters tipogràfics a partir d'un conjunt de paràmetres dimensionals i descripcions d'esquema.[4]
- Creació d'arxius de sortida en format de mapa de bits.[5]
- Pot treballar amb caràcters tipogràfics OpenType des de fulls d'estil en cascada. Des d'on es pot canviar variables usuals com el tipus de lletra, negreta, cursiva i d'altres, com ajustar el text al seu contenidor o animar les lletres.
- Els glifs són contorns lineals que es poden emplenar. La forma de la línia i el pinzell es pot personalitzar.[6]

## Història
Donald Knuth va començar a treballar en la creació de programari tipogràfic el 1977, i va produir la primera versió de Metafont el 1979. A causa de deficiències en el llenguatge Metafont original, Knuth va desenvolupar un nou sistema Metafont el juliol de 1984 i aquest sistema és el que s'empra en l'actualitat (amb petites revisions). Té un sistema de versions similar al de TeX, en el qual el número de versió creix asimptòticament cap al nombre e en cada revisió. Aquest llenguatge de programació va ser desenvolupat per Donald Knuth com a complement del sistema TeX. Una de les seves característiques és que totes les formes de glifs estan definides amb potents equacions geomètriques, per exemple, es pot definir un punt donat com la intersecció d'un segment i una corba de Bézier.